# B級企画
『B級企画 L&D』（Bきゅうきかく エルアンドディー）は、2007年8月17日にライアーソフトから発売された全年齢対象ソフト。
コミックマーケットおよびファンクラブ限定発売のソフトであり、学園ADVと銘打っているソフトである。
ファンクラブは18歳以上でないと入会できないため、18歳未満はファンクラブ通販での購入は不可能である。

## 作品概要
『B級企画 L&D』は、3人の主人公から1人を選択するマルチシナリオ、マルチエンディングの学園ADVである。
風太編、ロミオ編、佐村編とシナリオが分かれているが、登場する人物や舞台は同じである。また、それぞれ主人公が異なっている。
また、後発のライアーソフト第23弾のLOVE&DEADの学園祭編という扱いになっている。

## スタッフ
- 企画原案・シナリオ：岩清水新一
- 原画・キャラクターデザイン：和六里ハル
- 音楽：I.L.C.-Image Leaf Craft-